# Sebastian Jan Kanty Czochron

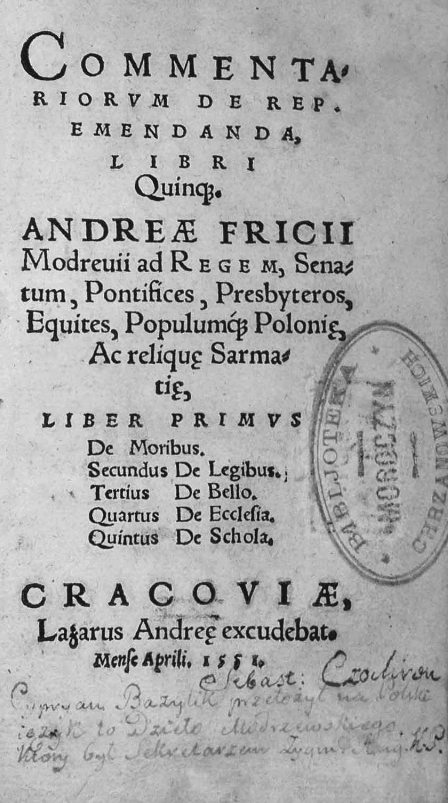
COMMENTARIORVM DE REP. EMENDANDA LIBRI Quinque ANDREÆ FRICII Modreuii - pierwodruk O naprawie Rzeczypospolitej Andrzeja Frycza Modrzewskiego; drukarnia Łazarza Andrysowicza 1551 Kraków. Własność prof. Sebastiana Czochrona (autograf własnościowy). Obecnie kolekcja prywatna.

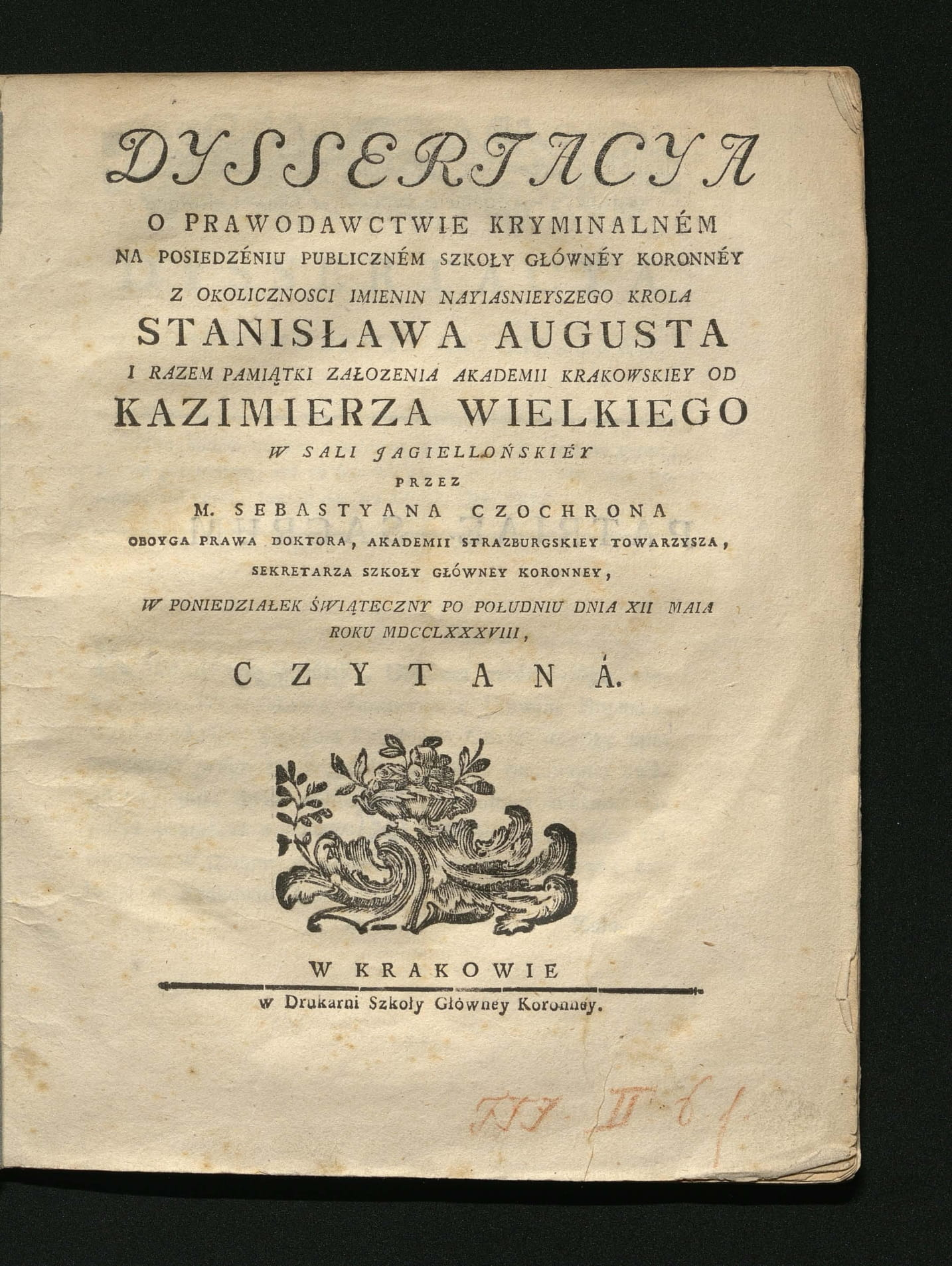
Strona tytułowa rozprawy Sebastiana Jana Czochrona

Sebastian Jan Kanty Czochron (ur. 1750 na przedmieściu Święty Wojciech (Poznań)zm. 20 marca 1819 w Krakowie) – ksiądz katolicki, dr filozofii i prawa kościelnego, profesor Uniwersytetu Jagiellońskiego, przedstawiciel humanitarnej myśli prawnej epoki oświecenia w Polsce.

## Życiorys
Był piątym dzieckiem w wielodzietnej rodzinie burmistrza Śródki Marcina Czochrana i jego żony Katarzyny z Kuczkowskich. Pierwsze nauki pobierał w szkole parafialnej, a następnie Kolegium Lubrańskiego, gdzie studiował filozofię (1768). Naukę kontynuował na Uniwersytecie Krakowskim, gdzie 20 kwietnia 1771 roku uzyskał tytuł bakałarza. Jeszcze przed zakończeniem studiów przyjął niższe święcenia (1772), a rok później święcenia kapłańskie. Tytuł doktora filozofii otrzymał 26 kwietnia 1773 roku. 
W 1775 roku rozpoczął pracę pedagogiczną jako wykładowca matematyki w Kolegium Nowodworskiego w Krakowie. Swoje wykłady zebrał w podręczniku „Wiadomości algebraiczne” (1780). Pod wpływem Hugo Kołłątaja, którego poznał w 1776 roku, zaczął głosić idee prawa natury, prądy fizjokratyczne oraz postępowe i tolerancyjne poglądy religijne. Te nowe idee znajdują odbicie w wydanym w Krakowie w 1782 dziełku „Uwagi moralne, gruntujące się na prawie natury i religii dla wiadomości i pożytku młodzieży narodowej”. W tym samym roku Hugo Kołłątaj wysłał go na koszt Komisji Edukacji Narodowej do Wiednia i Strasburga, gdzie studiował prawo kościelne. W Strasburgu uzyskał doktorat prawa kanonicznego na podstawie pracy „Assertiones ex historia iuris canonici et iure ecclesiastico universo selectae”, dedykowanej królowi Stanisławowi Augustowi Poniatowskiemu (Strasburg, 1785).
Po powrocie zajął się porządkowaniem archiwum Akademii Krakowskiej. W 1787 roku otrzymał zaszczytne stanowisko Sekretarza Szkoły Głównej Koronnej a od 1790 roku kierował katedrą prawa kanonicznego. W tym czasie napisał rozprawę o prawie kanonicznym „Dysertacja z prawa kanonicznego” (1786), oraz rozprawę „O wymiarze sprawiedliwości kryminalnej”. W latach 1799–1800 zebrał wykłady z zakresu problematyki procesu kościelnego i opublikował je w podręczniku „Institutiones processus iudiciarii fori ecclesiastici et civilis”.
Na publicznym posiedzeniu Akademii zorganizowanym z okazji rocznicy jej powstania i imienin króla Stanisława Augusta Poniatowskiego, odczytał swoją „Dysertację o prawodawstwie kryminalnym” (1788), w której żądał „jednakowej kary dla ubogich i majętnych, dla pana i sługi, i to takiej kary, która by kryła w sobie tylko tyle surowości, ile potrzeba dla przykładu, a tyle ducha miłosierdzia, iżby była w stanie poprawić przestępcę”.
Po likwidacji przez rząd austriacki katedry prawa kościelnego na Uniwersytecie Krakowskim, od 1803 roku był proboszczem w parafii pw. Podwyższenia Krzyża Świętego w Luborzycy. Większość czasu spędzał jednak w Krakowie. Jeszcze w 1815 roku jako emeryt (profesor wysłużony) podpisał Statut Towarzystwa Naukowego z Uniwersytetem Krakowskiem Złączonego. Zmarł 20 marca 1819 roku najprawdopodobniej w Krakowie.